# Rakaia dorothea
Rakaia dorothea is een hooiwagen uit de familie Pettalidae.